# Pseudomyrmex schuppi
Pseudomyrmex schuppi es una especie de hormiga del género Pseudomyrmex, subfamilia Pseudomyrmecinae. Esta especie fue descrita científicamente por Forel en 1901.

## Distribución
Se encuentra en Brasil y Paraguay.